# Gare de Saint-Marcellin
Gare de Saint-Marcellin – stacja kolejowa w Saint-Marcellin, w departamencie Isère, w regionie Owernia-Rodan-Alpy, we Francji.
Jest stacją Société nationale des chemins de fer français (SNCF), obsługiwaną przez pociągi TER Rhône-Alpes.

## Położenie
Znajduje się na wysokości 280 m n.p.m., na 48,005 km linii Valence – Moirans

## Historia
Linia kolejowa Valence – Moirans została otwarta 9 maja 1864 przez Compagnie des chemins de fer de Paris à Lyon et à la Méditerranée (PLM).